# Берег Принцеси Рагнгільд
Берег Принцеси Рагнгільд (англ. Princess Ragnhild Coast) — частина узбережжя Землі Королеви Мод в Східній Антарктиді, що лежить між 20° 30' і 34° 00' східної довготи.
На всьому протязі берег облямований шельфовими льодовиками шириною від 10 до 50 км. На південь поверхня материкового льодовикового покриву плавно підвищується і на відстані 50-100 км від берега досягає висоти 500 м.
Берег відкрила в 1931 році норвезька експедиція Яльмара Рісер-Ларсена. Названий на честь норвезької принцеси Рагнгільд. У 1958–1960 і 1964–1966 роках у західній частині берега діяла бельгійська полярна станція Король Бодуен.